# Гельсінкі-Центральний
Центральний вокзал Гельсінкі (фін. Helsingin päärautatieasema, швед. Helsingfors centralstation) — головна залізнична станція Гельсінкі, Фінляндія. Звідси вирушають як приміські поїзди, так і поїзди далекого прямування.
Станцію щодня відвідують 400 000 осіб, з них 200 000 осіб — пасажири.
Вокзал загальновизнана пам'ятка архітектури в центрі міста Гельсінкі (Фінляндія).  Крім того, в будівлі вокзалу розміщується вхід на станцію метро Раутатіенторі, найжвавішу станцію Гельсінського метро.

## Аварія
- 4 січня 2010 року сталася аварійна ситуація: чотири двоповерхові некеровані вагони, що перебували у тупику покотилися під горку у бік тупикових упорів вокзалу і врізалися в них на швидкості 20-30 км/год. Жертв на вокзалі вдалося уникнути, оскільки пасажирів змогли сповістити за вокзальною трансляцією і ті покинули небезпечне місце [2](англ.).